# NGC 4696
NGC 4696 è una galassia ellittica (E1). È situata in direzione della costellazione del Centauro a circa 150 milioni di anni luce dalla Terra. È la galassia più brillante dell'Ammasso del Centauro, un grande e ricco ammasso di galassie posto nell'omonima costellazione. Fu scoperta da James Dunlop il 7 maggio del 1826. La galassia è circondata da molte galassie nane ellittiche appartenenti al medesimo ammasso.

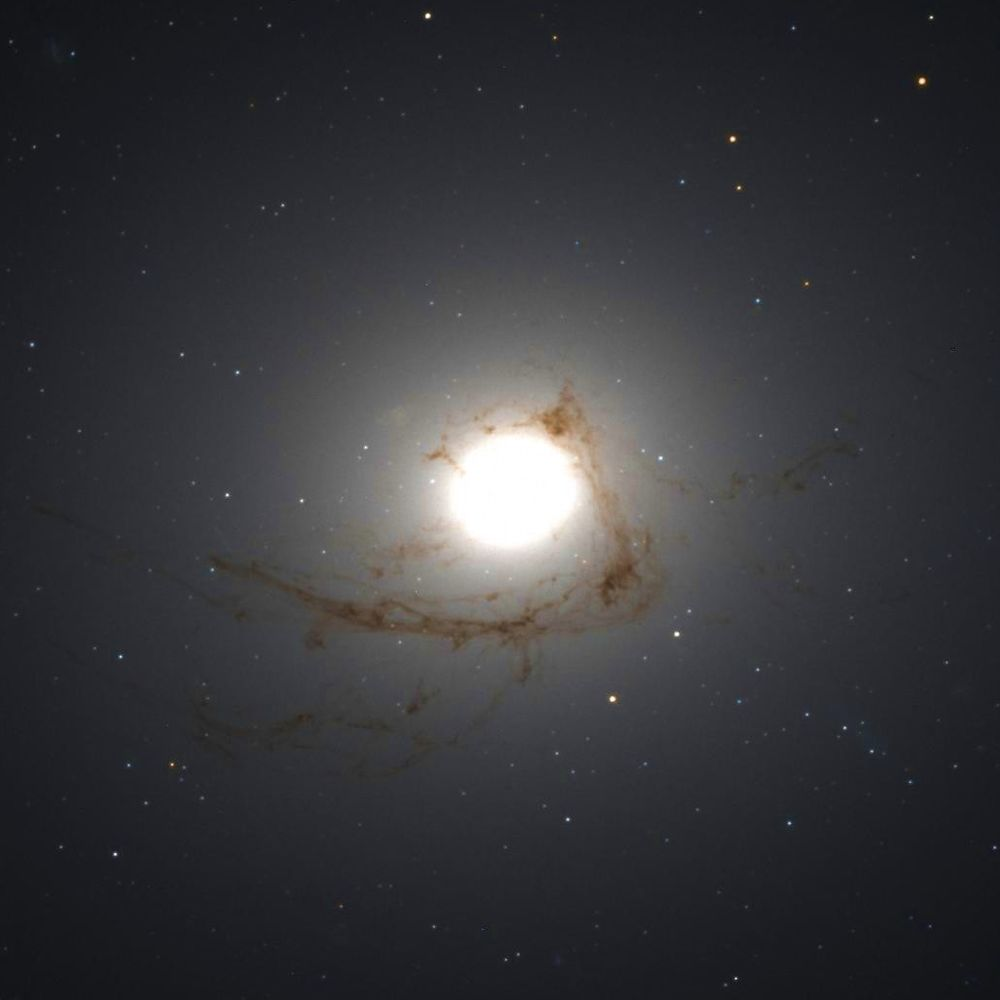
NGC 4696 vista dal telescopio spaziale Hubble.

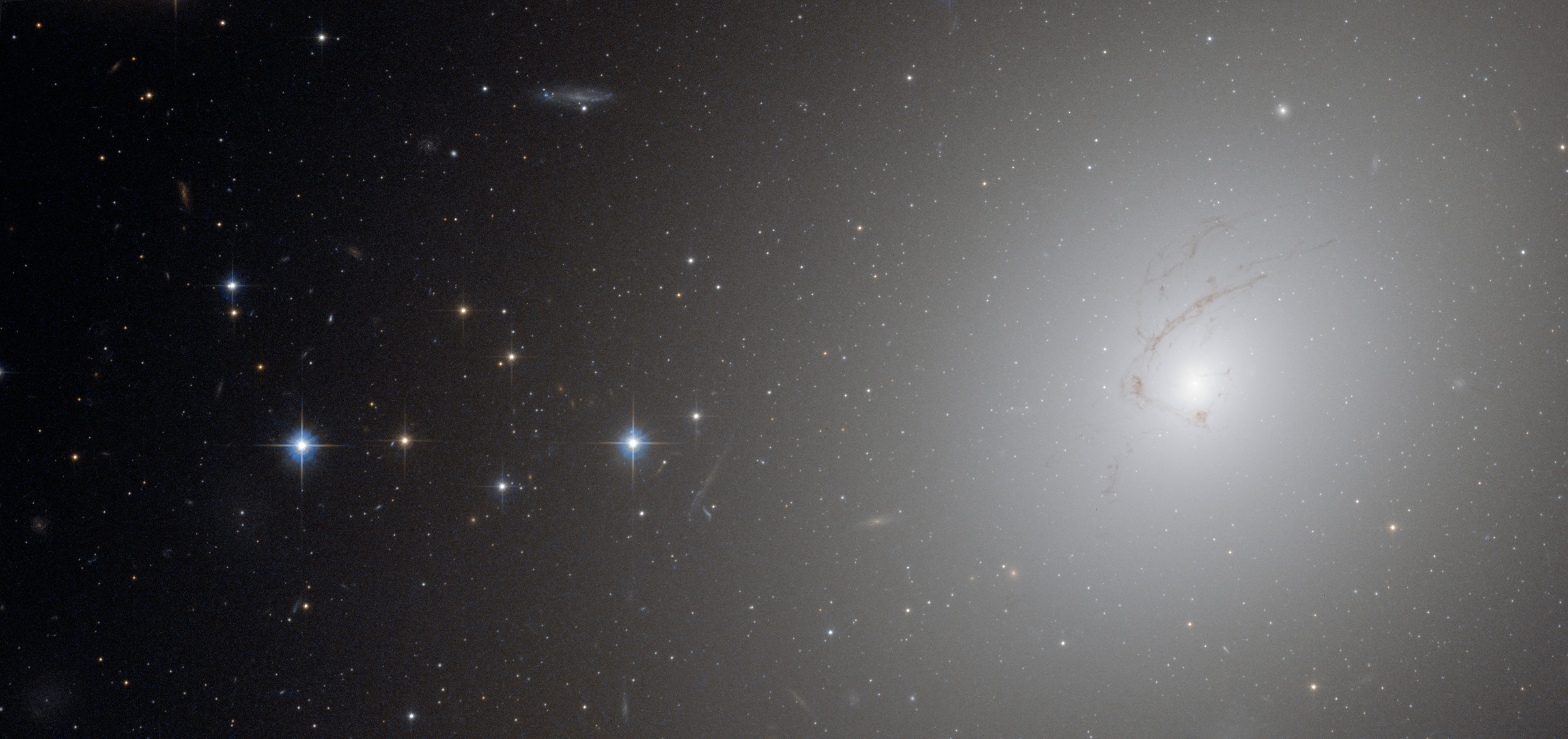
NGC 4696 e sottili strie di idrogeno ionizzato nei pressi del centro galattico.